# Meyers Leonard
Pour les articles homonymes, voir Leonard.
Meyers Patrick Leonard, né le 27 février 1992 à Woodbridge en Virginie, est un joueur américain de basket-ball. Il mesure 2,13 m et évolue au poste de pivot.

## Biographie

### Carrière universitaire
En 2010, Leonard rejoint l'équipe universitaire des Fighting Illini (première division NCAA) de l'université de l'Illinois. Sa première saison (freshman) est modeste : en moyenne, il marque 2,1 points et prend 1,2 rebond en 8,2 minutes.
Leonard participe au Championnat du monde des 19 ans et moins en juillet 2011 avec l'équipe nationale américaine. L'équipe est éliminée en quart de finale par la Russie. En moyenne, Leonard marque 6,9 points et prend 5,2 rebonds.
Pour sa deuxième saison universitaire (sophomore), il tourne à 13,6 points et 8,2 rebonds pour 31,8 minutes de jeu en moyenne. L'équipe finit la saison sur un bilan de 6 victoires pour 12 défaites dans la Big Ten Conference et est battue au premier tour du tournoi Big Ten par les Iowa Hawkeyes.

### Carrière professionnelle

#### Trail Blazers de Portland (2012-2019)
Leonard se présente à la draft 2012 de la NBA et est choisi en 11e position par les Trail Blazers de Portland.

#### Heat de Miami (2019-2021)
Le 1er juillet 2019, il est envoyé au Heat de Miami avec Maurice Harkless en échange de Hassan Whiteside.
En novembre 2020, il re-signe avec le Heat de Miami pour 20 millions de dollars sur deux ans.
En février 2021, Leonard se fait opérer de l'épaule et devrait manquer le reste de la saison. En mars 2021, lors d'une partie de jeu vidéo diffusée publiquement sur Twitch, Leonard utilise une insulte considérée comme antisémite. La ligue le condamne à 50 000 $ d'amende et à une suspension d'une semaine,.
Le 17 mars 2021, Meyers Leonard est envoyé vers le Thunder d'Oklahoma City avec un choix du second tour de la draft 2027 en échange de Trevor Ariza. Il est coupé par le Thunder le 25 mars 2021.

#### Bucks de Milwaukee (2023)
En février 2023, il fait son retour en NBA et plus précisément aux Bucks de Milwaukee via un contrat de 10 jours. Il signe un second contrat de 10 jours aux Bucks début mars 2023. Mi-mars 2023, il signe jusqu'à la fin de saison avec les Bucks.
Il annonce prendre sa retraite sportive en mars 2025.

## Statistiques

### Universitaires
Les statistiques en matchs universitaires de Meyers Leonard sont les suivantes :
| Saison    | Équipe   | Matchs | Titul. | Min./m | % Tir | % 3pts | % LF | Rbds/m. | Pass/m. | Int/m. | Ctr/m. | Pts/m. |
| --------- | -------- | ------ | ------ | ------ | ----- | ------ | ---- | ------- | ------- | ------ | ------ | ------ |
| 2010-2011 | Illinois | 33     | 1      | 8,2    | 48,3  | 0,0    | 70,6 | 1,24    | 0,15    | 0,15   | 0,39   | 2,06   |
| 2011-2012 | Illinois | 32     | 20     | 31,8   | 58,4  | 9,1    | 73,2 | 8,19    | 1,34    | 0,47   | 1,88   | 13,56  |
| Total     | Total    | 65     | 31     | 19,9   | 56,7  | 8,3    | 72,9 | 4,66    | 0,74    | 0,31   | 1,12   | 7,72   |

### Professionnelles

#### Saison régulière
gras = ses meilleures performances
| Saison    | Équipe   | Matchs | Titul. | Min./m | % Tir | % 3pts | % LF | Rbds/m. | Pass/m. | Int/m. | Ctr/m. | Pts/m. |
| --------- | -------- | ------ | ------ | ------ | ----- | ------ | ---- | ------- | ------- | ------ | ------ | ------ |
| 2012-2013 | Portland | 69     | 9      | 17,5   | 54,5  | 42,9   | 80,9 | 3,70    | 0,48    | 0,16   | 0,55   | 5,46   |
| 2013-2014 | Portland | 40     | 0      | 8,9    | 45,1  | 0,0    | 76,2 | 2,77    | 0,45    | 0,17   | 0,12   | 2,45   |
| 2014-2015 | Portland | 55     | 7      | 15,4   | 51,0  | 42,0   | 93,8 | 4,55    | 0,58    | 0,18   | 0,25   | 5,95   |
| 2015-2016 | Portland | 61     | 10     | 21,8   | 44,8  | 37,7   | 76,1 | 5,15    | 1,51    | 0,13   | 0,30   | 8,38   |
| 2016-2017 | Portland | 74     | 12     | 16,5   | 38,6  | 34,7   | 87,5 | 3,20    | 0,96    | 0,18   | 0,38   | 5,42   |
| 2017-2018 | Portland | 33     | 2      | 7,7    | 59,0  | 42,3   | 81,8 | 2,12    | 0,52    | 0,21   | 0,00   | 3,39   |
| 2018-2019 | Portland | 61     | 2      | 14,4   | 54,5  | 45,0   | 84,3 | 3,82    | 1,23    | 0,21   | 0,15   | 5,85   |
| 2019-2020 | Miami    | 51     | 49     | 20,3   | 50,9  | 41,4   | 64,3 | 5,10    | 1,08    | 0,27   | 0,29   | 6,06   |
| 2020-2021 | Miami    | 3      | 2      | 9,8    | 42,9  | 42,9   | 50,0 | 2,33    | 0,67    | 0,00   | 0,00   | 3,33   |
| Total     | Total    | 447    | 93     | 16,0   | 48,2  | 39,0   | 80,9 | 3,89    | 0,88    | 0,19   | 0,28   | 5,60   |

#### Playoffs
gras = ses meilleures performances
| Saison | Équipe   | Matchs | Titul. | Min./m | % Tir | % 3pts | % LF  | Rbds/m. | Pass/m. | Int/m. | Ctr/m. | Pts/m. |
| ------ | -------- | ------ | ------ | ------ | ----- | ------ | ----- | ------- | ------- | ------ | ------ | ------ |
| 2014   | Portland | 4      | 0      | 2,4    | 0,0   | 0,0    | 0,0   | 0,50    | 0,00    | 0,00   | 0,00   | 0,0    |
| 2015   | Portland | 5      | 0      | 21,3   | 66,7  | 76,9   | 50,0  | 6,60    | 1,00    | 0,40   | 0,40   | 7,80   |
| 2017   | Portland | 3      | 1      | 10,2   | 20,0  | 0,0    | 0,0   | 2,67    | 0,33    | 0,00   | 0,00   | 0,67   |
| 2018   | Portland | 2      | 0      | 4,1    | 100,0 | 0,0    | 0,0   | 2,00    | 0,00    | 0,00   | 0,00   | 4,00   |
| 2019   | Portland | 11     | 2      | 15,5   | 52,3  | 42,4   | 33,3  | 3,64    | 1,09    | 0,18   | 0,09   | 7,73   |
| 2020   | Miami    | 3      | 2      | 10,2   | 62,5  | 50,0   | 100,0 | 0,33    | 1,00    | 0,33   | 0,00   | 4,67   |
| Total  | Total    | 28     | 5      | 12,7   | 55,2  | 48,1   | 46,2  | 3,14    | 0,75    | 0,18   | 0,11   | 5,29   |

## Records sur une rencontre en NBA
Les records personnels de Meyers Leonard en NBA sont les suivants, :
| Type de statistique        | Saison régulière | Saison régulière          | Saison régulière  | Playoffs | Playoffs                 | Playoffs       |
| Type de statistique        | Record           | Adversaire                | Date              | Record   | Adversaire               | Date           |
| -------------------------- | ---------------- | ------------------------- | ----------------- | -------- | ------------------------ | -------------- |
| Points                     | 24               | @ Thunder d'Oklahoma City | 13 avril 2015     | 30       | Warriors de Golden State | 20 mai 2019    |
| Paniers marqués            | 9                | 3 fois                    | 3 fois            | 12       | Warriors de Golden State | 20 mai 2019    |
| Paniers tentés             | 17               | 3 fois                    | 3 fois            | 16       | Warriors de Golden State | 20 mai 2019    |
| Paniers à 3 points réussis | 5                | 2 fois                    | 2 fois            | 5        | Warriors de Golden State | 20 mai 2019    |
| Paniers à 3 points tentés  | 11               | Mavericks de Dallas       | 1er décembre 2015 | 8        | Warriors de Golden State | 20 mai 2019    |
| Lancers francs réussis     | 8                | Timberwolves du Minnesota | 4 novembre 2018   | 2        | @ Lakers de Los Angeles  | 2 octobre 2020 |
| Lancers francs tentés      | 8                | Timberwolves du Minnesota | 4 novembre 2018   | 4        | @ Nuggets de Denver      | 7 mai 2019     |
| Rebonds offensifs          | 6                | Clippers de Los Angeles   | 25 novembre 2018  | 3        | Grizzlies de Memphis     | 27 avril 2015  |
| Rebonds défensifs          | 13               | 2 fois                    | 2 fois            | 12       | Warriors de Golden State | 20 mai 2019    |
| Rebonds totaux             | 16               | Clippers de Los Angeles   | 25 novembre 2018  | 13       | Grizzlies de Memphis     | 27 avril 2015  |
| Passes décisives           | 4                | 11 fois                   | 11 fois           | 4        | Warriors de Golden State | 18 mai 2019    |
| Interceptions              | 3                | 2 fois                    | 2 fois            | 1        | 5 fois                   | 5 fois         |
| Contres                    | 3                | 3 fois                    | 3 fois            | 2        | @ Grizzlies de Memphis   | 19 avril 2015  |
| Balles perdues             | 5                | 2 fois                    | 2 fois            | 2        | 3 fois                   | 3 fois         |
| Minutes jouées             | 42               | Kings de Sacramento       | 10 avril 2019     | 40       | Warriors de Golden State | 20 mai 2019    |

- Double-double : 15 (dont 2 en playoffs)
- Triple-double : 0

Dernière mise à jour : 26 décembre 2020